# Jaarletter

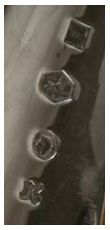
Zilver met keur van Amsterdam, keur voor zilver van tweede gehalte, Meesterteken van J.Woortman en de jaarletter H voor 1819

Een jaarletter is een door een keurmeester in een edelmetalen voorwerp ingeslagen letter. Aan de letter kan worden gezien in welk jaar het voorwerp, een ring, stuk bestek, onderscheiding of brandewijnkom werd gekeurd. Het jaar van fabricage kan jaren eerder liggen want een edelsmid of juwelier hoeft een stuk niet ogenblikkelijk te laten keuren.
Het materiaal wordt door een ingeslagen gehalteteken, de herkomst door het kantoorteken en de werkplaats door het meesterteken onuitwisbaar vastgelegd. De vier stempels behoren samen op een gouden, zilveren of platina voorwerp te staan. Op tin staan alleen meestertekens.
De gehaltestempels zijn het oudst. In Engeland werd in 1300 voor het eerst een keur van een gekroond luipaard, een heraldische figuur, in zilver geslagen. In 1363 werd in Engeland het inslaan van een geregistreerd meesterteken verplicht om een zilveren of gouden voorwerp met de maker te verbinden en oneerlijke zilversmeden op te kunnen sporen. De eerste serie jaarletters werd in Engeland in 1463 ingevoerd. De landen op het Europese vasteland hebben het Engelse voorbeeld steeds gevolgd.
De Nederlandse jaarletters kenmerken zich door hun eenvoud. Omdat de "j" wordt overgeslagen begint men iedere 25 jaar opnieuw.
Er is geen stempel met het portret van de koning gebruikt zoals dat in Engeland gebruikelijk is. Daar wordt iedere regering gekenmerkt door de combinatie van koningsportret en jaarletter waarbij het eerste regeringsjaar een "A" krijgt, het tweede jaar een "B", en het 26e regeringsjaar een "AA", het jaar daarop wordt "AB".
De opvolger begint weer met zijn of haar portret in een stempel en de letter "A".
In de 18e eeuw hanteerde elk goud- en zilversmidsgilde een eigen jaarletter. Een uniform systeem zien wij pas na het opheffen van de gilden in 1798 ontstaan. De landelijke jaarletters werden sinds 1807 gebruikt. 1810 kreeg een krullerige "A" toegewezen en sindsdien verspringt de jaarletter waarbij de "j" wordt overgeslagen.
Om letters die met elkaar verward kunnen worden zoals de "M" en de "W" te kunnen onderscheiden kregen de letters "K" tot 1894, "L" tot 1995, "O" in de jaren 1823, 1849, 1898, 1924, 1974 en 1998 maar niet in 1949, "U" in 1979, "V" in 1930 en "W" in alle jaren behalve 1981 een kleine streep linksboven de respectieve jaarletter.
1956 had een "V" moeten krijgen maar kreeg jaarletter "W".
Het vervalsen van keuren en jaarletters is in Nederland een misdrijf.

## De jaarletters na 1810
Wanneer u de afbeelding aanklikt krijgt u de letters groter te zien.

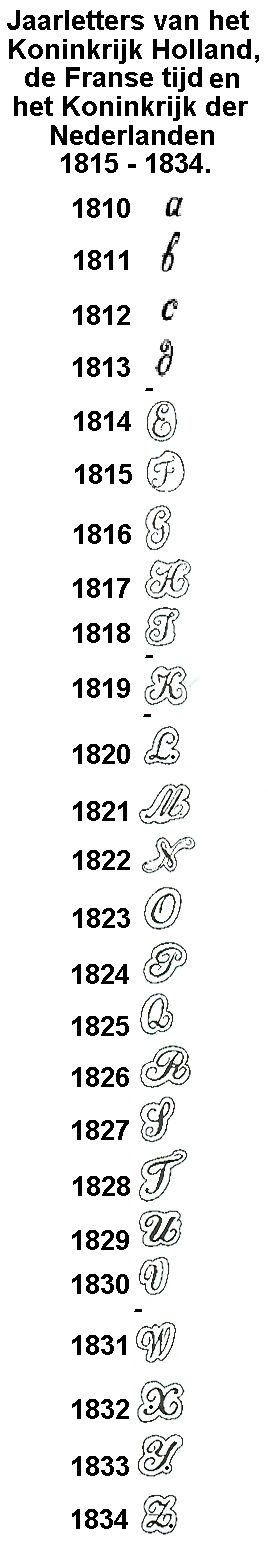
Jaarletters 1810 - 1834
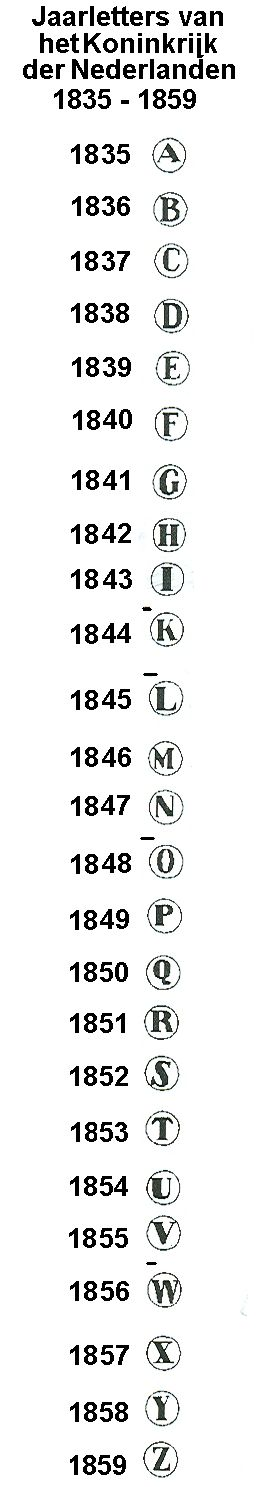
Jaarletters 1835 - 1859
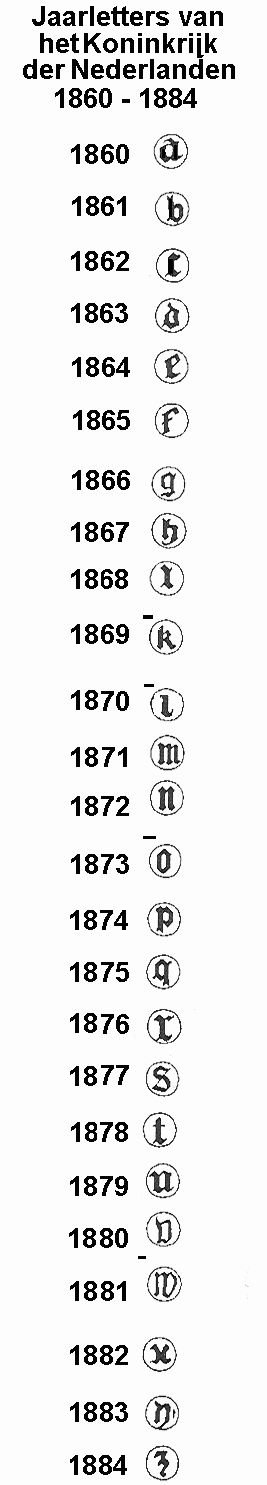
Jaarletters 1860 - 1884
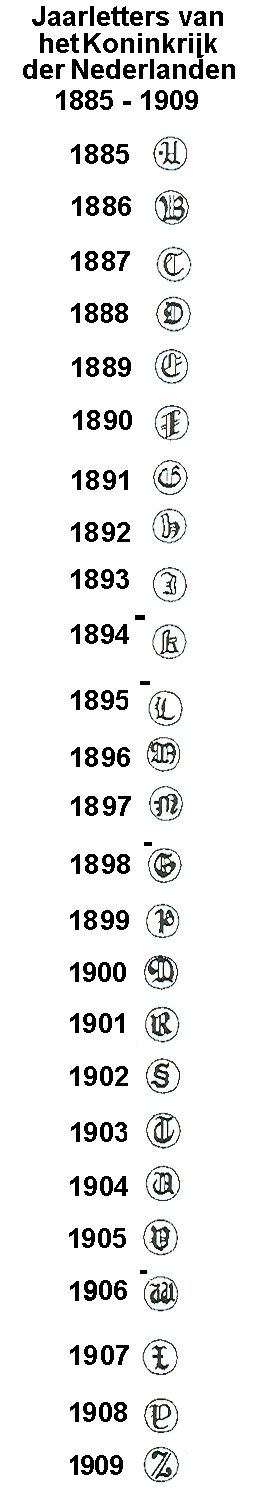
Jaarletters 1885 - 1909
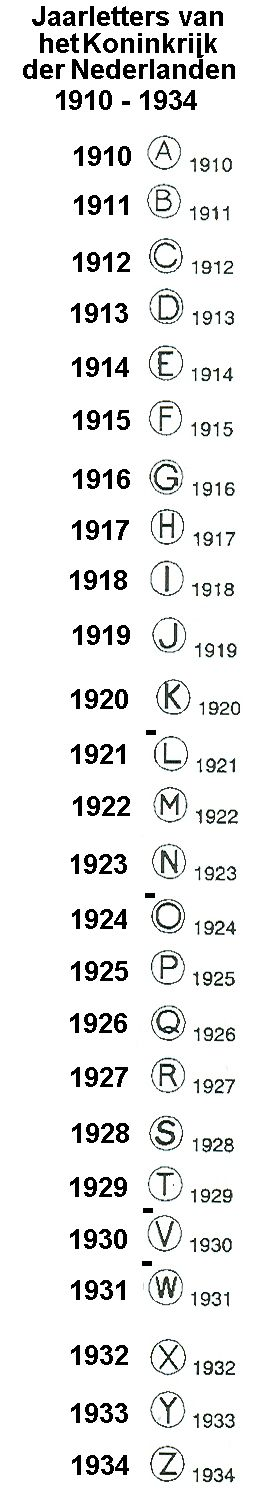
Jaarletters 1910 - 1934

- De eerste serie jaarletters was krullerig en de letters zijn niet in een verdiepte cirkel geplaatst.

- De tweede serie letters was niet meer sierlijk maar dik.Ze zijn allemaal in een rond stempel geplaatst.
 Deze letters zijn goed leesbaar. Na 1830 hebben de Zuidelijke Nederlanden, het voorlopige België, eigen waarmerkkantoren gekregen.

- De derde serie is dik en gotisch. De jaarletters van 1852 en 1877 zijn vrijwel gelijke "S"en.

- De vierde serie is gotisch en spichtig. Nederland was in deze jaren sterk op Duitsland gericht.Men koos in 1885 dan ook de in Duitse boeken in die tijd veel gebruikte gotische drukletters.

- De vijfde serie is goed leesbaar, de letters zijn smal.

## literatuur
- Het Zilverlexicon voor Nederland en België, Janjaap Luijt, 2006, ISBN 978-90-400-9116-2

## Voetnoten
1. ↑  Stephen Helliwell, "Small table silverware", 1996
2. ↑  Op  staat Artikel 217 | Wetboek van Strafrecht, Boek 2 (misdrijven), Titel 11. (als in 2007)
Met gevangenisstraf van ten hoogste vijf jaren of geldboete van de vijfde categorie wordt gestraft:

1°.hij die op platina, gouden of zilveren werken valse rijksmerken of door de wet vereiste meestertekens plaatst of echte vervalst, met het oogmerk om die werken te gebruiken of door anderen te doen gebruiken alsof de daarop geplaatste merken of tekens echt en onvervalst waren;

2°.hij die, met gelijk oogmerk, op de bedoelde werken merken of tekens plaatst door wederrechtelijk gebruik te maken van echte stempels;

3°.hij die echte rijksmerken of door de wet vereiste meestertekens inzet, aanvoegt of overbrengt in, aan of op andere platina, gouden of zilveren werken dan die waaraan zij oorspronkelijk zijn aangebracht, met het oogmerk om die werken te gebruiken of door anderen te doen gebruiken alsof de bedoelde merken of tekens oorspronkelijk daarop waren geplaatst. Gearchiveerd op 10 augustus 2022.